# Алмош
Алмош (угор. Álmos; 820? — 895?) — надьфейеделем (князь-вождь), дюла (воєвода) племені угрів (мадярів), які наприкінці IX ст. почали просування із Західного Сибіру до Паннонської низовини (Середнього Подунав'я). Його син Арпад об'єднав угрів, прийнявши титул надьфейеделем й започаткувавши династію Арпадів. Згадку про нього містить угорська хроніка «Ґесте Гунґарорум» («Діяння угрів») анонімного автора від 892 року: 
| «Тоді вождь Алмош і його знать билися біля фортеці Гунг, щоб її захопити, а поки розташувалися табором навколо муру, то князь тієї фортеці на ім’я Лаборець, який їхньою мовою звався Дука, вислизнувши, поспішав до фортеці Земплин (Словаччина). Воїни вождя, пустившись наздогін, біля якоїсь річки схопили його, повісили на тому ж таки місці, і від того дня ту річку назвали за його іменем Лаборець». |
Інформація про Алмоша міститься лише в «Gesta Hungarorum» («Діяння угрів», «Хроніка Аноніма»), знаменитого літопису кінця XII століття, в «Chronicon Pictum» XIII століття і в кількох інших манускриптах. Алмош був сином Ідьека або Елода. За легендою, мати Алмоша, Емеше, побачила уві сні міфічну птицю Турул, яка запліднила Емеше і передбачила, що від неї буде багато великих королів. Легенда, таким чином, пояснює ім'я Алмош, що походить від угорського слова угор. àlom — сон.
За середньовічними хроніками, Алмош був проголошений вождем семи угорських племен, що жили в Причорномор'ї (Етелкез, або Ателькуза; Etelköz) під владою хазар. Іноді з тексту «Повісті врем'яних літ» («Йшли угри мимо Києва горою, яка прозивається тепер Угорською, прийшли до Дніпра і стали вежами: ходили вони так само, як тепер половці») робиться висновок про те, що Олмош (то є Алмош) очолював мадярські племена при переході під Київом і навіть міг бути засновником Церкви Святого Миколая на Аскольдовій могилі, що малоймовірно як в силу хронологічних невідповідностей, так і в силу язичницького віросповідання Алмоша і тодішніх угорців.
Автор «Gesta Hungarorum» стверджує, що при Алмоші почався рух угрів через Карпати, зокрема, був переможений і убитий ужгородський князь Лаборець. У 895 році угорці під проводом Алмоша, вступивши в союз з візантійським імператором Левом VI Мудрим, вдерлися до Болгарії, але були розбиті в битві на Південному Бузі болгарським царем Симеоном I і його союзниками печенігами, що змусило їх покинути Північне Причорномор'я і мігрувати в район сучасної Угорщини. Цей похід очолив вже син Алмоша, Арпад, родоначальник династії Арпадів. Сам Алмош після поразки від болгар і печенігів був або убитий або принесений в жертву — через військові невдачі або ритуально, по закінченні 40-річного терміну правління.